# Cafon Jašan Darom Ma'arav

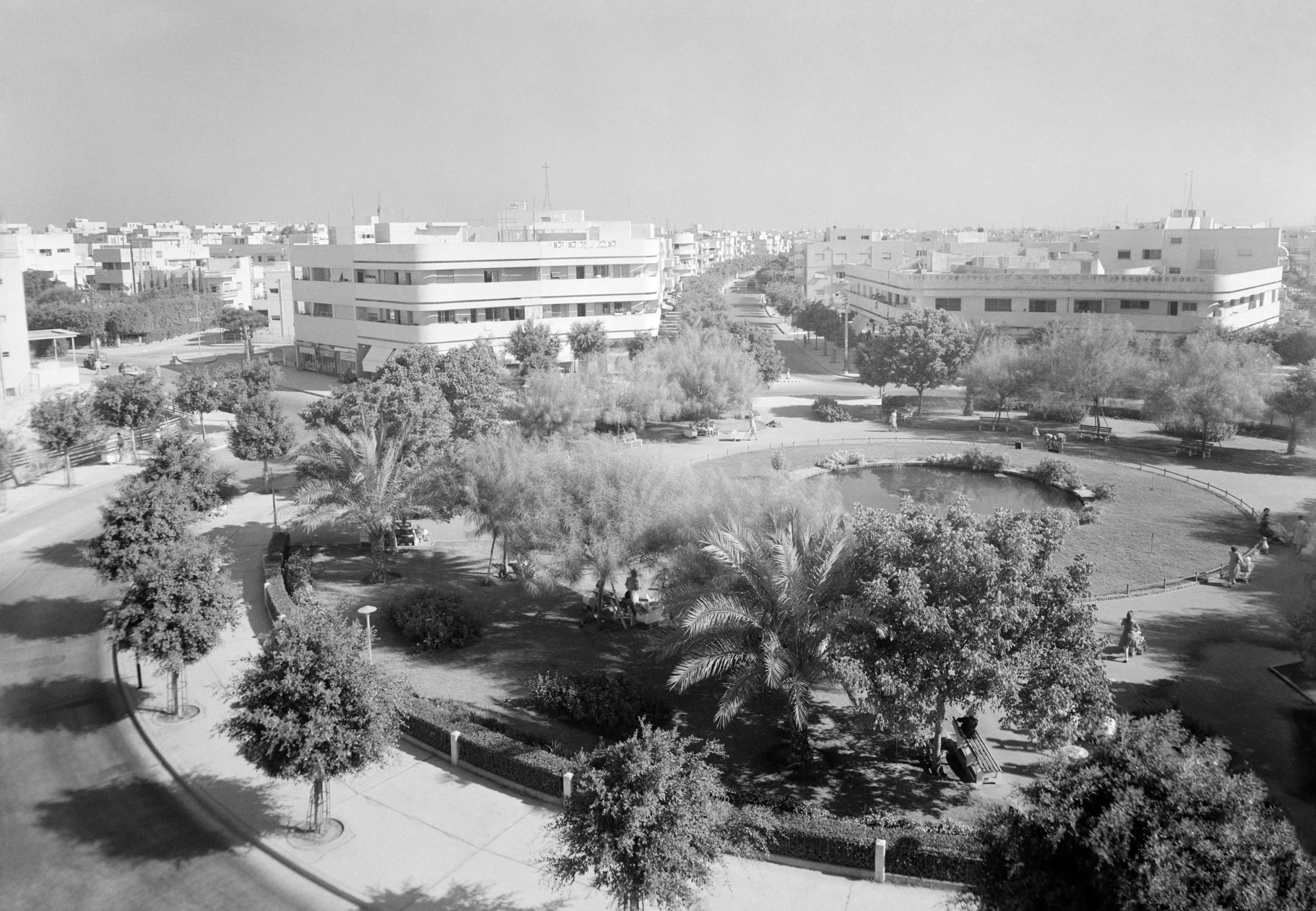
Zástavba v čtvrti Cafon Jašan Darom Ma'arav, Dizengoffovo náměstí na archivním snímku

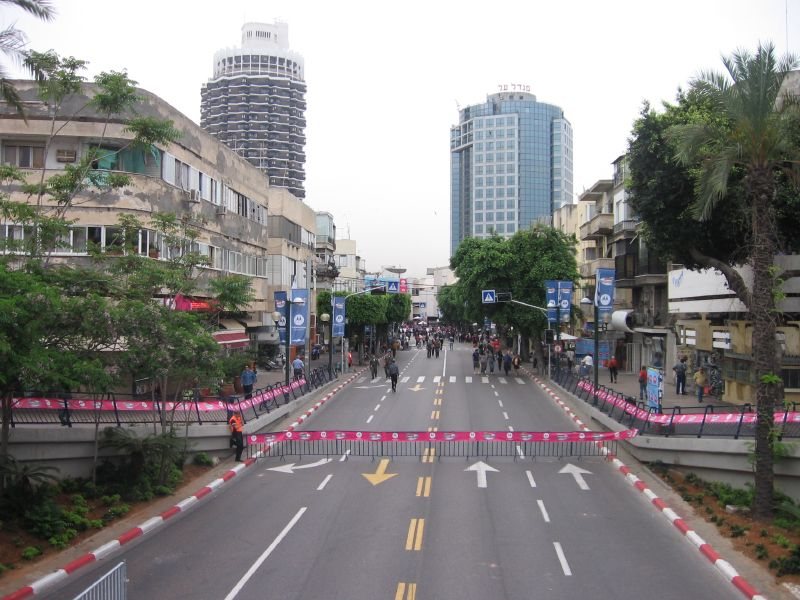
Zástavba v čtvrti Cafon Jašan Darom Mizrach, Dizengoffova ulice

Cafon Jašan Darom Ma'arav (hebrejsky: צפון ישן דרום מערב, doslova Starý sever-jihozápad) je čtvrť v centrální části Tel Avivu v Izraeli. Je součástí správního obvodu Rova 3 a samosprávné jednotky Rova Bnej Dan.

## Geografie
Leží v centrální části Tel Avivu, na pobřeží Středozemního moře, cca 2 kilometry jižně od řeky Jarkon, v nadmořské výšce okolo 20 metrů.

## Popis čtvrti
Čtvrť na severu vymezuje třída Sderot Ben Gurion, na jihu ulice Bograšov, na východě Dizengoffova ulice a na západě mořské pobřeží (ulice Herbert Samuel). Zástavba má charakter husté blokové městské výstavby. Podél mořského břehu vyrůstají výškové komerční a turistické budovy. V roce 2007 tu žilo 16 686 lidí. Obchodní ruch se soustřeďuje podél Dizengoffovy ulice včetně kruhového Dizengoffova náměstí. Dále podél ulice Ben Jehuda.